# Залучены
Залучены, Зэлучень (рум. Zăluceni) — село в Флорештском районе Молдавии. Относится к сёлам, не образующим коммуну.

## География
Село расположено на высоте 49 метров над уровнем моря.

## Население
По данным переписи населения 2004 года, в селе Зэлучень проживает 935 человек (471 мужчина, 464 женщины).
Этнический состав села:
| Национальность | Число жителей | Процентный состав |
| -------------- | ------------- | ----------------- |
| молдаване      | 918           | 98.18             |
| украинцы       | 8             | 0.86              |
| русские        | 6             | 0.64              |
| гагаузы        | 1             | 0.11              |
| болгары        | 1             | 0.11              |
| прочие         | 1             | 0.11              |
| Всего          | 935           | 100 %             |